# Marián Kochanský
Marián Kochanský (4. června 1955, Partizánske – 28. dubna 2006, Bratislava) byl slovenský hudebník, skladatel a zpěvák, známý jako lídr skupiny Lojzo.
Od dětství hrál na akordeon. Vystudoval Vysokou školu ekonomickou v Bratislavě a stal se inženýrem ekonomie. Pracoval ve Zdroji, byl vedoucím domova důchodců a organizačním pracovníkem kulturních zařízení. Začátkem osmdesátých let (1982–1983) založil skupinu Lojzo. Měl tři děti. Zemřel 28. dubna 2006 na rakovinu žaludku.

## Hity
- Každý deň budú vraj Vianoce – Marián Kochanský a Miroslav Žbirka – 1990[2]

## Diskografie

### Se skupinou Lojzo
- 1984 Pre lásku, pre šťastie
- 1985 LOJZO – LP (reedice na CD: 2000 -, 2007 – Opus a SME)
- 1987 My nič, my muzikanti – LP
- 1987 Že mi je ľúto – LP
- 1989 Ticho po plešine – LP, CD
- 1991 LOJZO IV – LP, CD
- 1996 Laz Vegaz – LP, CD
- 1998 LOJZO Komplet – 2CD
- 2000 LOJZO 1985 – CD (reedice LP z 1985 + bonus)
- 2005 GOLD – CD
- 2007 Lojzo – Opus a SME (reedice LP z 1985, edice Slovenské legendárne albumy II.)